# Tasik
Tasik – wieś w Armenii, w prowincji Sjunik. W 2011 roku liczyła 221 mieszkańców.